# Noah Kalina

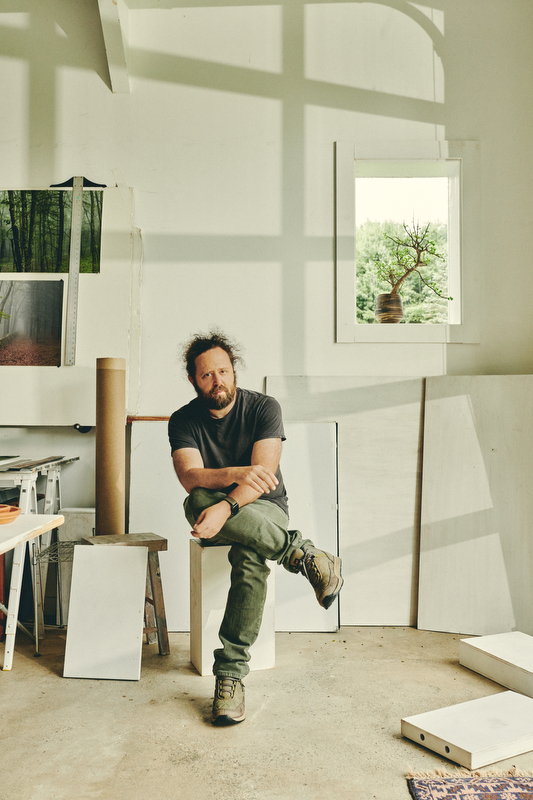
Noah Kalina, 2021

Noah Kalina (* 4. Juli 1980) ist ein US-amerikanischer Fotograf.
Kalina wuchs in Centerport, New York auf und besuchte die Harborfields High School. Er lebt derzeit in Williamsburg, Brooklyn.

## Werke
In seinen Arbeiten beschäftigt sich Kalina häufig mit Porträts und Personenfotografie, aber auch mit neuen Blickwinkeln auf alltägliche Orte und Begebenheiten, etwa in seiner Fotoserie Labs At Night für das SEED Magazine. Seine Bilder zeichnen sich häufig durch sehr kontrastreiche Belichtungen, Schattenwürfe und starke Farbeffekte aus, die nicht nur durch die Art der Aufnahme, sondern auch durch digitale Nachbearbeitung entstehen.
Neben Ausstellungsprojekten, die unter anderem im Musée de l’Elysée in Lausanne, im FORMA, Mailand und zahlreichen New Yorker Galerien zu sehen waren, fotografierte Kalina auch für bekannte Bands und Interpreten wie Air, Jon Spencer und Sigur Rós. Vier Jahre lang war Kalina zudem als Hauptfotograf verschiedener City Guides (zum Beispiel: AOL CityGuide und Eater.com) tätig, woraus sich das Projekt Interiors entwickelte, in dessen Verlauf Kalina über 3000 menschenleere Innenräume von Restaurants in New York ablichtete.
Der breiten Öffentlichkeit wurde Kalina durch das von ihm produzierte Viral Video Everyday bekannt, das er ab August 2006 auf verschiedenen Videoportalen im Internet präsentierte und das allein bei YouTube über 25 Millionen Mal aufgerufen wurde. Der Erfolg des Videos löste Diskussionen aus, ob Projekte dieser Art fotografische Kunst seien. Richard Benson, Professor für Fotografie der Yale University, nannte das Projekt eine „komplette Zeitverschwendung“. William Ewing, Direktor des Musée de l’Elysée, sagte dagegen, Kalinas Arbeit habe „geholfen, eine neue Form des Porträts zu etablieren“. Everyday gehört heute zur permanenten Sammlung des Austin Museum of Art.

## Ausstellungen (Auswahl)
- 2007. We are all Photographers Now. Musée de l’Elysée, Lausanne, Schweiz.
- 2007. Faccia A Faccia. Forma, Mailand, Italien.
- 2007. The Evolution of the Digital Portrait. ClampArt, New York, Vereinigte Staaten.
- 2007. Kopf an Kopf. Serielle Portraitfotografie. Kunsthalle Tübingen, Deutschland.
- 2008. The ACP Video Lounge. Australian Center for Photography, Paddington, Australien.
- 2008. The Mirror of Time. Haywood Gallery, London, Großbritannien.
- 2008. As Others See Us. Brattleboro Museum, Brattleboro, Vereinigte Staaten.